# Йежи Кошински
Йежи Кошѝнски (на английски: Jerzy Kosiński) е американски писател от полски произход.

## Биография
Роден е на 14 юни 1933 г. в еврейско семейство в Лодз (Полша) с името Юзеф Левинкопф. Като дете по време на Втората световна война живее в централна Полша под фалшивата самоличност Йежи Кошински с документи, осигурени от баща му. Свещеник от местната католическа църква изготвя фалшиво кръщелно свидетелство, излагайки се на риск. (Наказанието за подпомагане на евреите по време на окупацията на Полша (1939 – 1945 г.) от нацистка Германия е смърт за всички членове на семейството и понякога за жителите на цялото село.) Така семейство Левинкопф успява да оцелее от Холокоста. Бащата на Кошински е подпомогнат не само от местни светски личности и духовници, но и от лица като Мариана Пасьова, член на нелегална мрежа, която помага на евреи да избягват залавянето и екстрадацията в концлагери. Под фалшивото име Кошински семейство Левинкопф живее легално в Домброва Жечицка, близо до Стальова Воля. За известно време членовете му били под закрилата на католическо семейство. Йежи дори служи като министрант в местната църква.
След края на войната Кошински и родителите му се преместват да живеят в Йеленя Гора. На 22-годишна възраст той вече е завършил история и социология в Лодзкия университет. След това става доцент в Полската академия на науките. Има специализация в Съветския съюз и служи като снайперист в полската армия.
За да емигрира в Съединените щати през 1957 г., създава фалшива фондация, която уж го спонсорира. По-късно той твърди, че е подправил писма от изтъкнати комунистически авторитети, гарантиращи завръщането му в Полша, както е било необходимо за напускане на страната.
В САЩ Кошински първоначално работи какво ли не, включително шофьор на камион, но в крайна сметка успява да завърши Колумбийския университет. През 1965 г. става американски гражданин. През 1967 г. печели Гугенхаймова стипендия, а през 1968 г. и стипендия от Фондация Форд. През 1970 г. печели наградата за литература на Американската академия на изкуствата и словесността. Стипендиите са за написване на книга с политическа документалистика. Преподава в Йейлския университет, в Принстънския университет и в Уеслианския университет.
През 1962 г. Кошински сключва брак с богатата наследница на американски стоманен консорциум Мери Хейуърд Уиър. Развеждат се четири години по-късно. Уиър умира през 1968 г. от рак на мозъка, оставяйки Кошински неспоменат в завещанието си. Той използва опита от брака си в романа си „Среща насляпо“, превръщайки Уиър в героинята Мери-Джейн Къркланд. Още през 1968 г. Кошински се жени повторно, за Катрина фон Фраунхофър (1933 – 2007), маркетингов консултант и потомка на баварски аристократичен род.

## Кошински на български
Откъси от романа му „Боядисаната птица“ са излизали в „Литературен вестник“.

## Признание и награди
- 1966 – Prix du Meilleur Livre Étranger (в категория Есе) за The Painted Bird[6]
- 1969 – Носител на Националната награда за белетристика за Steps[7]
- 1970 – Носител на наградите на Националния институт на изкуствата и словесността (на английски: National Institute of Arts and Letters) и на Американската академия на изкуствата и словесността (на английски: American Academy of Arts and Letters)

- 1973 – 75 – Президент на Американския клон на П.Е.Н.. Преизбран през 1974 г., изпълнявайки по този начин длъжността за разрешения максимален срок от два едногодишни мандата.
- 1974 – B'rith Shalom Humanitarian Freedom Award
- 1977 – Носител на наградата „Първа поправка“ на Американския съюз за граждански свободи (на английски: American Civil Liberties Union First Amendment Award)
- 1979 – Носител на наградата за най-добър сценарий на Гилдията на сценаристите на САЩ за Being There (поделена със сценариста Робърт Джоунс)
- 1980 – Носител на наградата „Полония“ (на английски: Polonia Media Perspectives Achievement Award)
- 1981 – Носител на Наградата за най-добър сценарий на годината на Британската академия за филмово и телевизионно изкуство за Being There
- Носител на наградата за цялостен принос на Международния дом „Хари Едмъндс“ (на английски: International House Harry Edmonds Life Achievement Award)
- Доктор хонорис кауза по хебраистика на Spertus College of Judaica
- 1988 – Доктор хонорис кауза по литература на Albion College, Мичиган
- 1989 – Доктор хонорис кауза на State University of New York at Potsdam

## Филмография
- Being There (сценарист, 1979)
- Reds (актьор, 1981)
- The Statue of Liberty (себе си, 1985)
- Łódź Ghetto (гласът на Мордекай Хаим Румковски, 1989)
- Religion, Inc. (актьор, 1989)

## За него
- Eliot Weinberger Genuine Fakes in his collection Karmic Traces; New Directions, 2000, ISBN 0-8112-1456-7; ISBN 978-0-8112-1456-8
- Sepp L. Tiefenthaler, Jerzy Kosinski: Eine Einfuhrung in Sein Werk, 1980, ISBN 3-416-01556-8
- Norman Lavers, Jerzy Kosinski, 1982, ISBN 0-8057-7352-5
- Byron L. Sherwin, Jerzy Kosinski: Literary Alarm Clock, 1982, ISBN 0-941542-00-9
- Barbara Ozieblo Rajkowska, Protagonista De Jerzy Kosinski: Personaje unico, 1986, ISBN 84-7496-122-X
- Paul R. Lilly, Jr., Words in Search of Victims: The Achievement of Jerzy Kosinski, Kent, Ohio, Kent State University Press, 1988, ISBN 0-87338-366-4
- Welch D. Everman, Jerzy Kosinski: the Literature of Violation, Borgo Press, 1991, ISBN 0-89370-276-5
- Tom Teicholz, ed. Conversations with Jerzy Kosinski, Jackson: University Press of Mississippi, 1993, ISBN 0-87805-625-4
- Joanna Siedlecka, Czarny ptasior (The Black Bird), CIS, 1994, ISBN 83-85458-04-2
- James Park Sloan, Jerzy Kosinski: a Biography, Diane Pub. Co., 1996, ISBN 0-7881-5325-0
- Agnieszka Salska, Marek Jedlinski, Jerzy Kosinski: Man and Work at the Crossroads of Cultures, 1997, ISBN 83-7171-087-9
- Barbara Tepa Lupack, ed. Critical Essays on Jerzy Kosinski, New York: G.K. Hall, 1998, ISBN 0-7838-0073-8